# Mitiaro
Mitiaro – wyspa wchodząca w skład Południowych Wysp Cooka, należąca administracyjnie do terytorium zależnego Nowej Zelandii – Wyspy Cooka. Wyspa stanowi jednocześnie jednostkę administracyjną o takiej samej nazwie.
Wyspa ma powierzchnię 22,3 km², a zamieszkana jest przez 155 mieszkańców (dane na 2016). Wyspa jest wyniesionym atolem – dawną rafę stanowi ciągnący się wzdłuż wybrzeża wał wysoki do 15 m n.p.m., za którym znajduje się bagnista niecka z licznymi jeziorami (z których największe to Te Rotonui) będąca pozostałością dawnej laguny. W północnej części wyspy znajduje się lotnisko.
Na wyspie znajdują się cztery wioski (Atai, Auta, Mangarei i Takaue) skupione obok siebie na zachodnim wybrzeżu.
Wyspa została odkryta w 1823, a od 1888 wraz z innymi wyspami archipelagu stanowi protektorat brytyjski, zwany od 1891 Cook Islands Federation. W 1901 atol wraz z całymi Wyspami Cooka został przekazany Nowej Zelandii.

## Demografia
Liczba ludności zamieszkującej wyspę Mitiaro:
| 1971 | 1976 | 1981 | 1986 | 1996 | 2001 | 2006 | 2011 | 2016 |
| ---- | ---- | ---- | ---- | ---- | ---- | ---- | ---- | ---- |
| 331  | 305  | 256  | 273  | 319  | 230  | 219  | 189  | 155  |

Od połowy XX wieku, pomimo wysokiego przyrostu naturalnego, liczba ludności wyspy spada. Głównym powodem takiego stanu rzeczy jest emigracja zarobkowa na największą i najludniejszą spośród Wysp Cooka Rarotongę oraz do Nowej Zelandii.